# Öresundskraft
Öresundskraft är ett svenskt energibolag i Öresundsregionen som ägs av Helsingborgs kommun. Kärnverksamheten är försäljning och distribution av energi (el, fjärrvärme, fjärrkyla, gas) samt försäljning av bredband och servicetjänster till konsumenter och näringsidkare. Öresundskraft äger elnätet och stadsnätet i Helsingborg.  
Vid årsskiftet 2020/2021 ombildades det tidigare affärsområdet Kommunikationslösningar till det helägda dotterbolaget Pingday AB. Idag har Öresundskraft drygt 420 medarbetare och cirka 100 000 kunder. Bolaget har sitt säte och huvudkontor i Helsingborg.   
Den totala försäljningsvolymen uppgick 2021 till 2634 GWh, varav el 1385 GWh och fjärrvärme 1083 GWh. All fjärrkyla och det mesta av fjärrvärmen kommer från egna anläggningar medan cirka tio procent av elen är producerad i egen regi.

## Ägarförhållanden
Öresundskraft AB är moderbolag i Öresundskraftskoncernen som i sin tur ägs av Helsingborgs kommun via holdingbolaget Helsingborg Energi Holding AB.

## Produktion
Öresundskraft har produktionsanläggningar i Helsingborg och Ängelholm - Västhamnsverket och Filbornaverket i Helsingborg och Åkerslundsverket i Ängelholm. 
I Västhamnsverket produceras fjärrvärme och el. I början, från 1982, användes kol som bränsle, men från 1996 konverterades anläggningen till biobränsle. Omställningen innebar en betydande minskning av koldioxidutsläppen på drygt 90 procent. Idag drivs anläggningen huvudsakligen av biobränsle och spillvärme. Öresundskraft producerar el från vindkraftverk.
Sedan år 2005 levererar Öresundskraft fordonsgas till stadsbussarna i Helsingborg. Produktion och distribution av gasen sker i samarbete med Nordvästra Skånes Renhållnings AB. Fordonsgas i stadsbussarna har inneburit en förbättrad luftkvalitet för Helsingborgarna.

## Miljö
Öresundskraft vill verka för att minska sin miljöpåverkan till mark, luft och vatten. Moderbolaget och flera av dotterbolagen har varit miljöcertifierade enligt ISO 14001, sedan mars 1999. Företaget säljer sedan år 2013 endast el från som genereras 100 % från fossilfria källor till privatkunder.

## Fordonssektorn
2011 invigdes Öresundskrafts elbilspool som kan utnyttjas av företag och privatpersoner. Elbilspoolen laddas från en carport med solceller som under 2013 producerade 5 368 kwH och har minskat utsläppen av koldioxid med minst 4,6 ton.
På initiativ av Öresundskraft bildades Clever Sverige AB under 2015 med Jämtkraft och Tekniska verken i Linköping som tillkommande delägare. Företaget spelade en aktiv roll i omställningen till e-mobilitet och har utvecklats till en ledande laddoperatör för elbilsladdning. Bolaget namnändrades under 2019 till Bee Charging Solutions och under 2021 till MER.
År 2022 invigde Öresundskraft tillsammans med Volvo Trucks Sveriges största publika  laddstation för lastbilar. Öresundskraft äger även, tillsammans med Jönköping Energi och Mälarenergi, lastbilsladdningsbolaget GITO Heavy Charging Solutions.

## Folkomröstning om försäljning av Öresundskraft
Hösten 2018 utredde Helsingborgs kommun försäljning av Öresundskraft AB till privata ägare. Detta togs inte upp som en fråga under valrörelsen inför valet 2018 och på grund av detta inleddes en namninsamling för att tvinga fram en folkomröstning. Totalt 13 241 godkända underskrifter lämnades in till kommunstyrelsen och kommunfullmäktige beslutade den 22 oktober 2019, mot kommunstyrelsens ordförandes förslag, att en folkomröstning skulle genomföras. Datumet sattes till den 12 januari 2020. Moderaterna, Kristdemokraterna och Liberalerna förespråkade en försäljning, medan Vänsterpartiet, Miljöpartiet och Socialdemokraterna motsatte sig en försäljning. Sverigedemokraterna stödde en försäljning men lovade att följa folkomröstningens resultat om valdeltagandet blev minst 51 %. I folkomröstningen blev det en kraftig övervikt för nej-sidan (motståndare till försäljningen), med 96,37 % av rösterna och 50,12 % valdeltagande. Efter folkomröstningen gick Moderaterna, Kristdemokraterna och Liberalerna ut med att planerna på försäljning dras tillbaka. Kostnaden för förberedelserna för Helsingborg stad blev 25 miljoner kronor samt fem miljoner kronor för den genomförda folkomröstningen.

## Historik

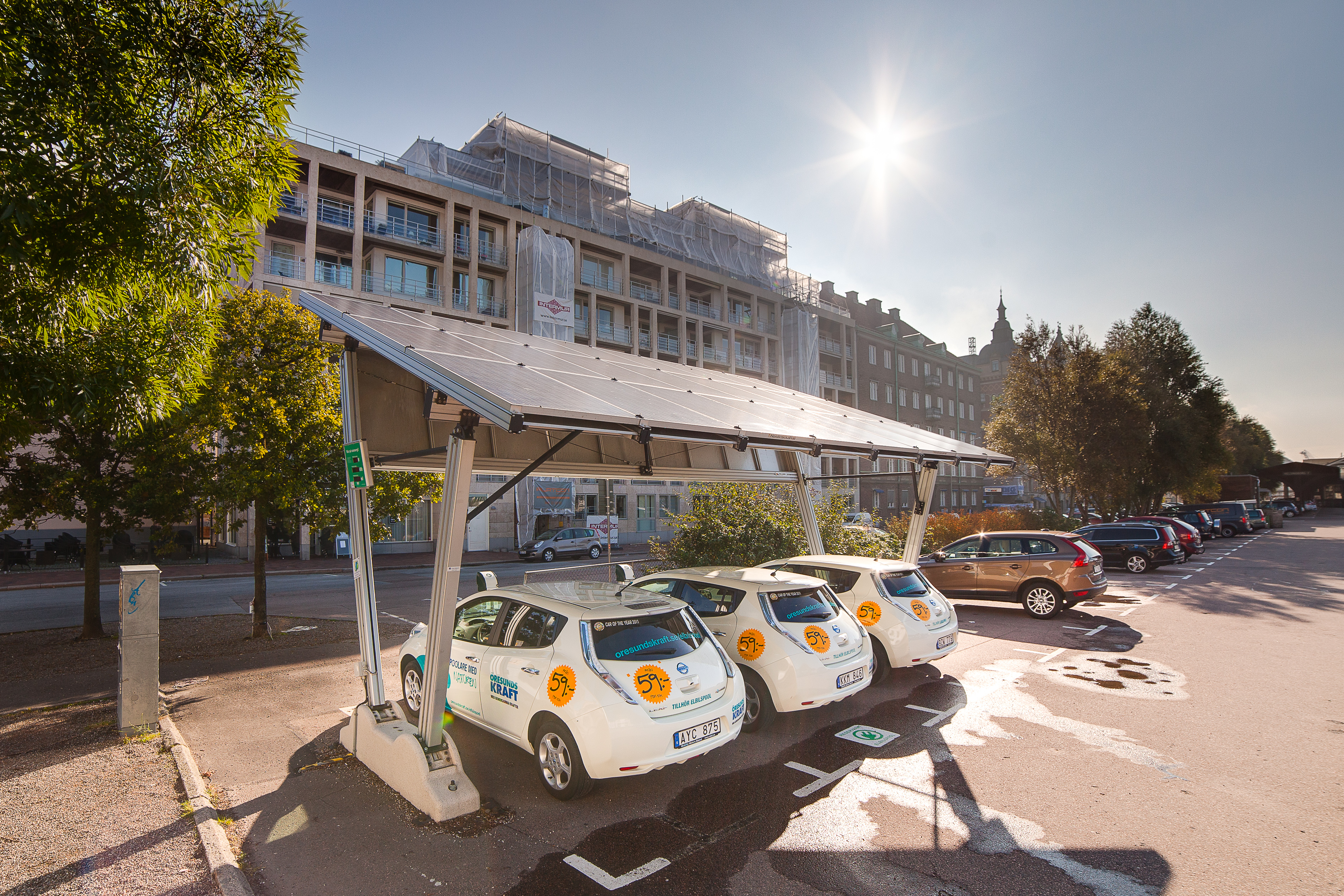
Öresundskrafts Elbilspool.

1859 - Gasverket i Helsingborg bildas

1891 - Helsingborgs elektricitetsverk tas i drift

1915 - Världens första elkabel mellan två länder kopplas samman, Sverige och Danmark

1964 - Fjärrvärmen introduceras i Helsingborg

1985 - Naturgasleveranser startar i Helsingborg

1992 - Helsingborg Energi bildas

1996 - Företaget Öresundskraft bildas för försäljning av el

1999 - Utbyggnaden påbörjas av ett fiberbaserat stadsnät

2001 - Helsingborg Energi byter namn till Öresundskraft

2006 - Enbart biobränsle används i Västhamnsverket

2008 - Nuvarande VD Anders Östlund tillträder

2009 - Öresundskraft firar 150 år

2010 - Filbornaverket börjar byggas

2011 - Solcellsdriven elbilspool för företag och privatpersoner invigs

2014 - Fjärrvärme i Helsingborg fyller 50 år